# 3077 Henderson
3077 Henderson este un asteroid din centura principală, descoperit pe 22 septembrie 1982 de Edward Bowell.